# ألعاب مكابيه 1981

شعار ألعاب مكابيه 1981.

ألعاب مكابيه 1981 هي النسخة الحادية عشر من ألعاب مكابيه ولقد عقدت عام 1981 في مدينة رمات غان في إسرائيل. شارك 3450 رياضي من 34 دولة مختلقة. شارك 3 دول لأول مره في هذا الحدث وهي :برمودا ونيوزيلاندا وبورتوريكو.
كان الحدث يحوي على 30 رياضة وكان هناك رياضات تجرى لأول مره وهي :اتحاد الرغبي والملاحة الشراعية والكرة اللينة.

## الدول التي شاركت
شاركت 34 دولة من ضمنها :
| - برمودا - كندا - المملكة المتحدة - إسرائيل | - نيوزيلندا - بورتوريكو - جنوب أفريقيا - الولايات المتحدة |

## روابط خارجية
- ملخصات للألعاب مكابيه